# Paragorgopis discrepans
Paragorgopis discrepans är en tvåvingeart som beskrevs av Friedrich Georg Hendel 1914. Paragorgopis discrepans ingår i släktet Paragorgopis och familjen fläckflugor.
Artens utbredningsområde är Bolivia. Inga underarter finns listade i Catalogue of Life.